# Нижне-Семячикские горячие источники
Нижнесемячинские горячие — минеральные источники на полуострове Камчатка.
Представляют собой несколько мощных групп горячих и теплых источников. Находятся В 8 км к юго-востоку от вулкан Большого Семячика. Выходы термальных вод прослеживаются вплоть до побережья на всем участке между речкой Правой и ручьем Лиманным.
Большая группа источников (это и есть Нижнесемячинские источники) даёт начало ручью Горячий Ключ, из которого вода в нижний бассейн падает с высоты 3 м по скальному уступу ложа ручья (знаменитый термальный водопад). Расположены данные термальные источники к северу от лимана Семлячик в 4 км от берега океана в истоке реки Горячий ключ. Температура источников до 50 °C. Дебит источников — 70 л/с. Состав воды источников гидрокарбонатно-сульфатный кальциево-магниево-натриевый с общей минерализацией 1-1,6 г/л, содержание кремнекислоты-до 160 мг/л.
Западнее расположена группа Среднесемячинских горячих источников.